# Saionji Kinmochi
Saionji Kinmochi est un nom japonais traditionnel ; le nom de famille (ou le nom d'école), Saionji, précède donc le prénom (ou le nom d'artiste) Kinmochi.
Saionji Kinmochi, 1er duc Saionji (西園寺 公望) (23 octobre 1849 - 24 novembre 1940) est un homme politique et diplomate japonais.

## Biographie

### Jeunesse
Kinmochi est né à Kyoto, le fils de l'ancien Udaijin Tokudaiji Kin'ito (1821-1883), chef d'une famille noble du kuge (la noblesse de cour) de rang de seigake (le deuxième plus important groupe de la cour impériale, après les cinq sekke) cadette du clan Kan'in lui-même issu de l'importante famille Fujiwara. Il est adopté par une autre famille, les Saionji, eux aussi descendants des Fujiwara de rang seigake, en 1851. Toutefois, il grandit près de ses parents biologiques, il vit près du Palais impérial de Kyōto. Il étudie le français auprès du professeur Léon Dury. Le jeune Saionji Kinmochi visite souvent le palais comme un compagnon de jeu du jeune prince Mutsuhito qui devient plus tard l'empereur Meiji. Au fil du temps ils deviennent des amis proches. Kinmochi est le frère biologique de Tokudaiji Sanetsune qui est grand chambellan du Japon de 1871 à 1877 et gardien du sceau privé du Japon de 1891 à 1912. Un autre frère cadet est adopté dans une famille très riche. Sa relation étroite avec la Cour Impériale lui ouvre les portes d'une grande carrière politique.

## Vie publique

### Rôle dans la guerre de Boshin
Comme l'héritier d'une famille noble de la cour impériale, Saionji participe à la politique dès son jeune âge et est connu pour son talent. Il prend part à l'événement culminant de son temps, la guerre de Boshin, la révolte de 1868 et 1869, qui renverse le shogunat des Tokugawa et installe le jeune empereur, né Mutsuhito et connu après sa mort sous le nom de Meiji, à la tête du gouvernement. Quelques nobles de la cour impériale considèrient la guerre comme un différend privé des samouraïs des domaines de Satsuma et de Chōshū contre ceux des Tokugawa. Saionji milite pour que le kuge prenne l'initiative et s'engage dans la guerre. Il participe à divers combats en tant que représentant impérial.

### Voyages et liens avec l'Europe

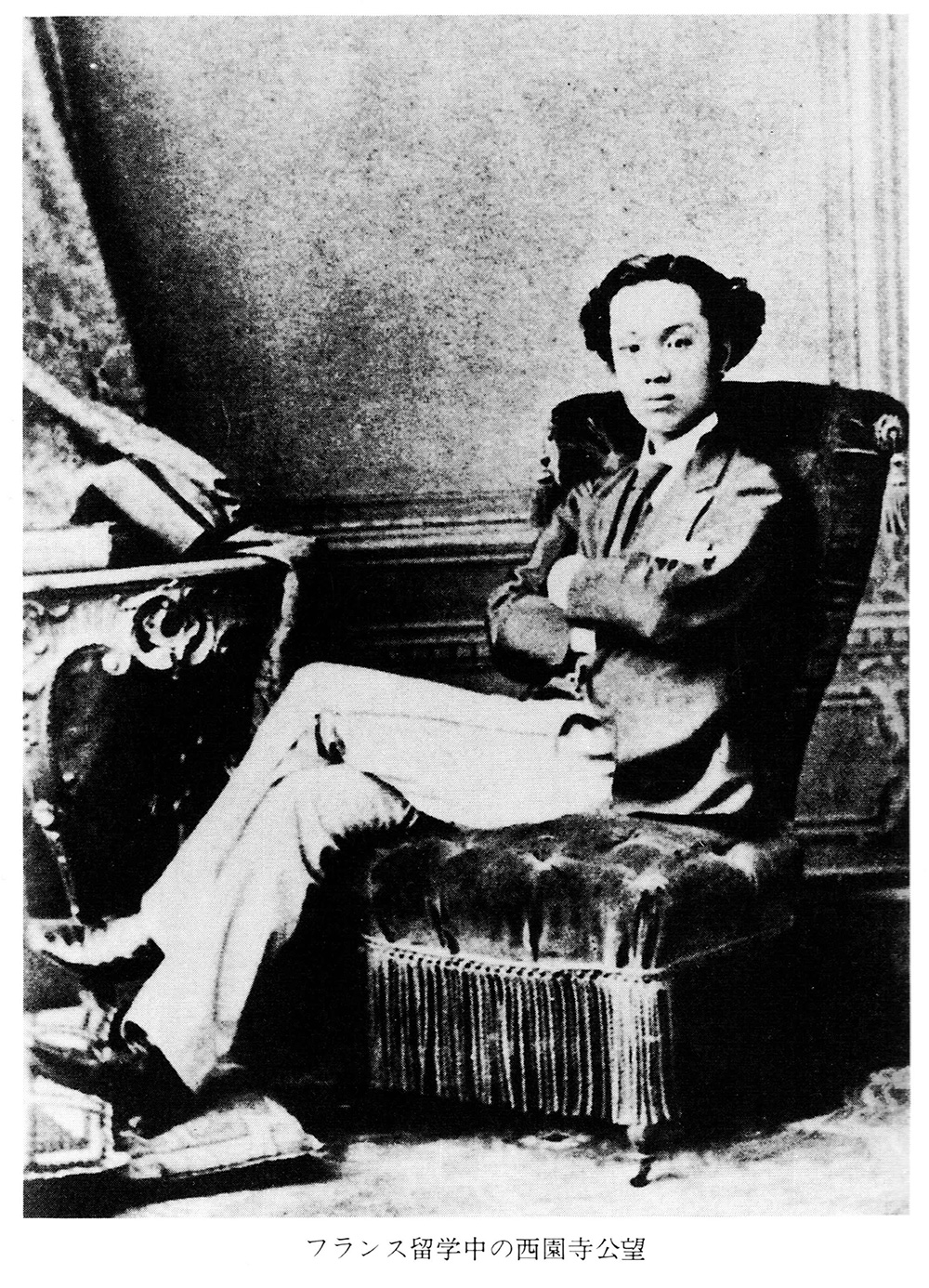
Saionji Kinmochi, étudiant à Paris, en 1871.

Après la restauration de Meiji, Saionji démissionne. Avec le soutien de Ōmura Masujirō il étudie le français à Tōkyō, la nouvelle capitale impériale. Il quitte le Japon à bord du SS Costa Rica avec un groupe de trente autres étudiants japonais naviguant à San Francisco. Il se rend à Washington, où il rencontre Ulysses S. Grant, président des États-Unis d'Amérique. Il traverse ensuite l'Atlantique et visite Londres, avant d'arriver finalement à Paris le 27 mai 1871. Paris est alors dans la tourmente de la Commune, et ne paraît pas sûre pour Saionji, son tuteur est tué quand ils tombent dans un combat de rue. Saionji voyage en Suisse et à Nice, avant de s'installer à Marseille où il apprend le français avec l'accent de cette ville. Il retourne à Paris après la répression de la Commune. Il étudie le droit à la Sorbonne. Il connaît alors les premiers temps de la Troisième République, marqué par un idéalisme élevé en France. Saionji est arrivé en France avec des vues très réactionnaires, mais il est influencé par Émile Acollas (un ancien membre de la Ligue de la Paix et de la liberté) et devient l'une des figures japonaises les plus libérales de sa génération. Il fait beaucoup de rencontres en France, notamment Franz Liszt et les frères Goncourt.
Il crée avant son départ l'université de Ritsumeikan en 1869, et à son retour de France il fonde l'école de droit Meiji qui devient en 1881 l'université Meiji. Il accompagne en 1882 Hirobumi Itō dans sa mission en Europe pour y étudier les différents systèmes constitutionnels pour pouvoir les adapter au Japon. Il est nommé par la suite ambassadeur en Autriche-Hongrie de 1885 à 1887, puis en Allemagne et en Belgique de 1887 à 1891. 
En 1884, il obtient le titre de marquis au sein de la Kazoku, la nouvelle aristocratie créée lors de la restauration de Meiji en 1869 pour unifier et remplacer l'ancienne kuge (la noblesse de cour) et les anciens daimyō (la noblesse féodale).

### Carrière politique sous l'ère Meiji
À son retour, il devient membre du Conseil privé de l'empereur (conseil qu'il préside de 1900 à 1903). Il sert comme vice-président de la Chambre des pairs de 1893 à 1894. Il est également ministre de l'Éducation dans les 2e et 3e gouvernement de Hirobumi Itō, respectivement de 1892 à 1893 et en 1898, et dans le 2e de Matsukata Masayoshi de 1896 à 1898. Durant son mandat, il s'efforce d'améliorer la qualité du programme d'études sur un modèle occidental.
En 1900, Hirobumi Itō fonde le parti Rikken Seiyūkai, et Saionji le rejoint comme l'un des premiers membres. En raison de son expérience en Europe, Saionji a un point de vue politique libéral et soutient l'évolution vers un gouvernement parlementaire. Il est l'un des rares hommes politiques au début qui affirment que le parti majoritaire à la Diète doit être la base pour former un cabinet, le jeu parlementaire devant alors prendre le relais de l'équilibre entre anciens clans rivaux de Satsuma et de Chōshū qui, à travers l'oligarchie de Meiji (dont Itō est l'un des principaux représentants), dominent jusqu'alors la vie institutionnelle, administrative et militaire du Japon. Pour lui, l'ancien système du kuge doit être pris pour exemple, à savoir maintenir la Cour impériale comme un symbole notamment religieux et des traditions japonaises, mais n'intervenant pas dans le jeu politique, qui doit ainsi revenir à de nouveaux acteurs (les parlementaires). 
Saionji remplace Hirobumi Itō à la tête de ce parti en 1903, celui-ci prenant en échange la place de Saionji à la présidence du Conseil privé. Il entre alors dans une période de rivalité qui l'oppose à Katsura Tarō, qui a succédé à Yamagata Aritomo en 1901 comme Premier ministre, il le reste jusqu'en 1906 puis l'est de nouveau de fin décembre 1912 à sa mort en octobre 1913.

### Premier ministre
Du 7 janvier 1906 au 14 juillet 1908, et à nouveau à partir du 30 août 1911 au 21 décembre 1912, Saionji est Premier ministre du Japon.
Durant ses gouvernements, il s'oppose régulièrement à l'un des Genrō (titre officieux donné à des personnalités politiques influentes de l'ère Meiji, considéré comme des « pères fondateurs » de la vie politique moderne japonaise, et qui choisissent notamment les premiers ministres en présentant à l'empereur les candidats à ce poste pour son approbation), le conservateur maréchal Yamagata Aritomo. Celui-ci considère les institutions démocratiques comme querelleuses, corrompues et irrationnelles, et préfèrent conserver le gouvernement de l'oligarchie de Meiji et l'intervention directe de l'empereur dans la vie politique, alors que Saionji, soutenu par Hirobumi Itō (lui aussi un genrō), pense qu'il est temps que cette oligarchie laisse place à une démocratie parlementaire fondée sur les partis politiques. La rivalité pour le poste de chef de gouvernement entre Saionji et Katsura Tarō est en fait une continuité du combat en coulisse que se mènent les deux genrō Itō et Yamagata. De plus, Yamagata souhaite faire poursuivre le développement de l'armée impériale, alors que Saionji tente de réduire les dépenses. Le premier gouvernement Saionji chute en 1908 du fait des conservateurs menés par Yamagata qui estiment que la répression des premières manifestations et émeutes socialistes qui ont lieu n'a pas été faite avec assez de force.
Remplacé par Katsura Tarō, celui-ci devient vite impopulaire et doit à nouveau céder sa place à Saionji en 1911. Il tente alors de réduire les dépenses militaires. Son ministre de la Guerre, Uehara Yūsaku, démissionne pour protester contre cette décision au début du mois de décembre 1912. D'après la constitution, le poste doit forcément revenir à un lieutenant-général ou un général en activité. Or, sur instruction de Yamagata qui contrôle l'armée, tous les candidats potentiels refusent les propositions de Saionji pour remplacer Uehara. Par conséquent, son gouvernement ne peut que démissionner à son tour le 21 décembre 1912, pour être à nouveau remplacé par Katsura Tarō. C'est le début d'une crise institutionnelle qui voit l'opposition entre conservateurs tenants du maintien d'un système oligarchique centré sur l'empereur, surtout au sein des militaires du gunbatsu, et ceux de l'avènement d'une démocratie parlementaire. C'est la « Crise de Taishō » (car marquant les débuts de l'ère Taishō, née à la suite de la mort de l'empereur  Meiji et l'avènement de son fils, Yoshihito, le 30 juillet 1912).

### UnGenrō

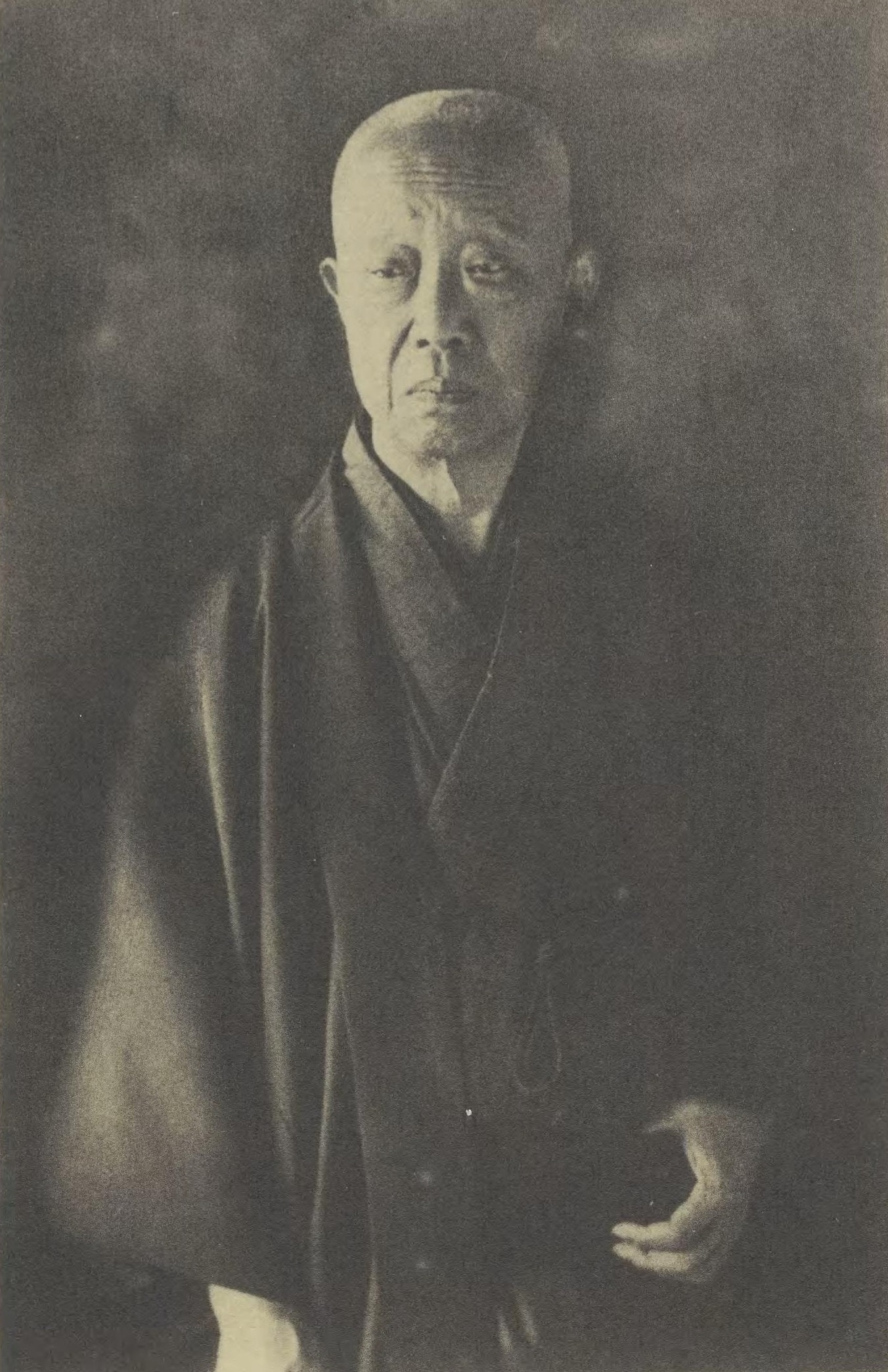
Saionji Kinmochi le 2 juillet 1929.

Le 21 décembre 1912, Saionji a démissionné de son poste de Premier ministre et a été nommé Genrō. Après la mort de Matsukata Masayoshi en 1924, Saionji est le seul Genrō survivant. Il continue de participer à la nomination des premiers ministres à peu près jusqu'à sa mort en 1940 à l'âge de 91 ans. Saionji, quand il le pouvait, fait en sorte que le président du parti majoritaire à la Diète devienne à chaque fois Premier ministre, aboutissant à une première période de réelle alternance et de bipartisme parlementaire entre 1924 et 1932. Mais son pouvoir a toujours été limité par la nécessité croissante d'avoir le consentement de la gunbatsu. Il ne peut ainsi choisir les dirigeants politiques qu'à condition qu'ils soient assez solides pour former un gouvernement efficace. Il permet à des militaires et des hommes politiques sans parti d'accéder à la tête du gouvernement lorsqu'il le pense nécessaire, surtout après 1932.
En 1919, Saionji dirige la délégation japonaise à la Conférence de paix de Paris, bien que son rôle soit essentiellement symbolique en raison de sa mauvaise santé. Néanmoins, il défend l'inscription de l'égalité raciale dans la loi comme l'un des principes fondamentaux de la nouvelle Société des Nations, mais les États-Unis et le Royaume-Uni s'opposent à sa proposition et entraînent son rejet par les délégués, très probablement en raison de la crainte d'effets déstabilisateurs que cette mesure aurait semés sur leurs sociétés respectives pratiquant alors la ségrégation raciale. Saionji, qui ne s'est jamais marié, est accompagné à Paris par son fils, sa fille et sa compagne. En 1920, il est élevé au titre de prince, le plus élevé de la hiérarchie du Kazoku (venant juste avant son ancien titre de marquis dans l'ordre de préséance), comme un honneur pour sa carrière.
Détesté par les militaires de la gunbatsu, il figure sur la liste de ceux destinés à être assassinés lors de la tentative de coup d'État menée par la faction de la voie impériale le 26 février 1936. 
Durant une grande partie de sa carrière, Saionji tente de diminuer l'influence d'abord de l'oligarchie des anciens clans féodaux puis des militaires dans le processus de décision politique. Il est l'un des conseillers les plus libéraux de l'empereur Hirohito, et favorise des relations amicales avec le Royaume-Uni et les États-Unis.